# Юлдашев, Акрам
Акра́м Юлда́шев (узб. Akrom Yoʻldoshev, Акром Йўлдошев; 1963, Андижан — 2011 (?)) — организатор и главный идеолог движения акрамитов, которое стало известным после восстания в узбекистанском городе Андижане в мае 2005 года. С 1999 года находился под стражей по обвинению в экстремизме, создании подпольной религиозной организации, а также в попытке свержения власти. Долгое время о нём не было никаких вестей, по некоторым данным, скончался в тюрьме от туберкулёза.

## Биография
Акрам Юлдашев родился в 1963 году в Андижане. После армии работал на текстильном комбинате, стал кандидатом в члены компартии СССР. В 1985—1990 годах обучался в институте хлопководства в Андижане, где интересовался обществоведением, историей и литературой. После института преподавал в школе физику и математику, давал уроки по обществоведению.
В 1992 году Акрам Юлдашев, бывший членом подпольной организации «Хизб ут-Тахрир» вышел из этой организации и написал трактат философского характера «Путь к вере» (узб. Imonga yoʻl). В своём произведении он в основном рассуждал о нравственном совершенствовании мусульманина. Круг единомышленников, сформировавшийся вокруг Акрама Юлдашева, впоследствии стали называть акрамитами.
В своих проповедях Юлдашев попытался доказать, что ислам может гарантировать достойные условия жизни для всех мусульман. Предприниматели, ставшие последователями Акрама Юлдашева, стали создавать на своих предприятиях широкую сеть социальных гарантий для рабочих — оплачивать лечение в случае заболевания работника, установили зарплату не ниже прожиточного минимума и т. п. Популярность у населения идей акрамитов вызвали у властей беспокойство.
Акрам Юлдашев был первоначально арестован в 1998 году, но 6 января 1999 года он был амнистирован и освобождён. После событий 16 февраля 1999 года в Ташкенте, 17 февраля 1999 года Акрам Юлдашев был снова задержан и лишён свободы сроком на 17 лет по обвинению в участии в терактах.
Первоначально сторонники арестованных акрамитов организовывали мирные демонстрации, с требованием отпустить задержанных, но впоследствии, поняв бесперспективность таких действий, стали готовить вооружённое выступление. Первоначальные мирные митинги быстро переросли в организованные вооружённые выступления. Восставшие разгромили воинскую часть, захватив там оружие, а потом взяли штурмом городскую тюрьму Андижана, убив охранников, и освободили своих сторонников. Центральные власти Узбекистана восстание жестоко подавили.
В 2006 году стало известно о якобы написанном Юлдашевым письме, в котором он призвал своих последователей, которые бежали в соседние страны, вернуться в Узбекистан. Долгое время ничего не было известно ни о месте заключения Акрама Юлдашева, ни о состоянии его здоровья. 12 января 2016 года узбекская служба радио «Свобода», ссылаясь на неназванного узбекского чиновника и источник в правоохранительных органах Узбекистана, сообщила о том, что Акрам Юлдашев скончался в тюрьме за пять лет до этого в возрасте 47 лет от туберкулёза.